# Heraclia pampata
Heraclia pampata là một loài bướm đêm trong họ Noctuidae.